# 2016年1月

## 1月1日
- 二胎政策在中华人民共和国正式生效，取代争议性的一孩政策。这项法律变动于去年10月29日宣布，12月27日经全国人民代表大会常务委员会表决通过[1]。
- 香港铜锣湾书店股东李波“怀疑”被大陆官员带走协助调查，这是继该书店四名员工失踪后的第五宗失踪事件[2]。

## 1月2日
- 印度西北部旁遮普邦帕坦科特空軍基地遭到來自巴基斯坦的武裝分子攻擊，戰鬥造成至少4名武裝分子及7名印度士兵喪生。[3]
- 沙特阿拉伯處決著名什葉派反政府教士謝赫·尼姆爾，引起多國什葉派人士批評及抗議。[4]
- 一批民兵組織成員佔據美國俄勒岡州馬盧爾國家野生動物保護區（英语：Malheur National Wildlife Refuge），以抗議當局要求當地一對因燒毀聯邦土地被判監的父子再入監獄服刑。[5]

## 1月3日
- 沙特阿拉伯駐伊朗大使館在1月2日被抗議處決謝赫·尼姆爾的示威者入內縱火後，沙特阿拉伯宣佈與伊朗斷交。[6]

## 1月4日
- 蘇丹、巴林宣佈與伊朗斷交。[7]
- 2015年跨年夜德國性侵事件：媒體報道德國警方正追尋一群為數可能多達1,000人的北非裔及阿拉伯裔男子，他們涉嫌於除夕夜在科隆火車站性侵犯多名女性及向人群投擲煙花。[8]

## 1月5日
- 银川市贺兰县一辆公交车被一名与分包商发生债务纠纷的男子纵火，造成17人死亡。[9][10]
- 美國總統以行政命令加強槍枝管制措施，要求所有槍枝販售者均需取得執照，並對購槍者實施背景調查。但共和黨人對此表示反對，並表示若共和黨人當選美國總統必定推翻這些措施[11]。

## 1月6日
- 核問題：在當地時間上午10點進行該國首次氫彈試驗，並引起規模5級地震[12]。
- 美國一名联邦法官裁决一隻自拍的猴子不得被视为照片的版权拥有者，美國现行的版权法並不涵盖动物。[13]

## 1月7日
- 利比亞兹利坦的一個警察訓練營遭受卡車炸彈攻擊，至少50人被炸死。[14]

## 1月8日
- 绰号“矮子古兹曼”的墨西哥毒枭华金·古兹曼·洛埃拉在锡那罗亚州洛斯莫奇斯被墨西哥海军擒获。[15]
- 第69届英国电影学院奖提名正式公布，《间谍之桥》和《卡罗尔》分别以9项提名领跑[16][17]。

## 1月7日
- 中国股灾：人民币贬值引发股价暴跌后，上海证券交易所和深圳证券交易所在一个星期之内第二次暂停交易[18]。

## 1月10日
- 無國界醫生在薩達省的醫院遭飛彈擊中，至少4人死亡，10人受傷，並造成建築物倒塌。傷者包含3名該組織人員[19]。

## 1月11日
- 日本東京大學與理化學研究所研究團隊宣布，發現由四個中子組成的四中子粒子（英语：tetraneutron）[20]。
- 伊拉克巴格达、米格达迪耶及奈赫赖万发生一连串恐怖主义袭击事件[21]。

## 1月12日
- 土耳其伊斯坦布爾發生自殺炸彈襲撃，至少10人喪生，死者大多數是德國遊客。土耳其政府表示行兇者是「伊斯蘭國」成員。[22]

## 1月14日
- 2016年雅加達襲擊事件
  - 印尼首都雅加達中區據報發生炸彈襲擊和槍擊案，至少造成7人死亡[23][24][25][26]。
  - 印尼警方懷疑伊斯蘭國武裝份子策劃引致5名攻擊者身亡的恐怖襲擊[27][28]。
- 危地马拉新任總統吉米·摩拉利斯宣誓就職[29]。
- 第88届奥斯卡金像奖提名名单正式公布，由莱昂纳多·迪卡普里奥主演的电影《荒野猎人》以12项提名领跑[30]。

## 1月15日
- 日本長野縣輕井澤町發生重大交通事故。一輛巴士翻覆，已知14人死27人傷[31]。

## 1月16日
- 伊朗核問題：國際原子能總署報告確認伊朗完成制定聯合全面行動計畫所需步驟[32]，國際間解除對伊朗相關制裁[33]。

## 1月20日
- 巴基斯坦帕夏汗大学（英语：Bacha Khan University）发生袭击事件，致至少22人死亡[34]。

## 1月22日
- 老挝人民革命党举行第十次全国代表大会，78岁的本扬·沃拉吉接替朱马利·赛雅贡当选中央委员会总书记，成为老挝的党和国家最高领导人[35]。
- 北京大學柯維理天文與天體物理研究所的東蘇勃研究團隊表示，由全天自动超新星搜索项目（All Sky Automated Survey for SuperNovae，ASAS-SN）于2015年，在印第安座南探测到的一颗極超新星，ASASSN-15lh，是迄今为止所觀測到亮度最高的超新星，比平常超新星還亮100倍以上。[36]

## 1月26日
- 美洲寨卡病毒疫情：病毒学家在从南非归来的澳大利亚游客身上发现寨卡病毒。[37]

## 1月27日
- 越南共产党举行第十二次全国代表大会，72岁的阮富仲连任越南共产党中央委员会总书记，继续担任越南的党和国家最高领导人，陈大光、阮春福、阮氏金银分别获推举成为国家主席、政府总理和国会主席的候选人[38]。

- 当天出版的《自然》报道了由Google DeepMind研制的计算机程序 AlphaGo 以五盘全胜战绩击败了欧洲围棋冠军樊麾二段。这是人工智能第一次在19路棋盤上以分先手合击败职业围棋选手。[39][40]

- 俄罗斯联邦卫生部流感研究所表示该国甲型H1N1流感疫情发病率已超过警戒水平，截至当日已有107宗死亡病例[41]。

## 1月31日
- 第22届美国演员工会奖颁奖典礼在洛杉矶圣殿剧院举行，莱昂纳多·迪卡普里奥和布丽·拉尔森分别凭借电影《荒野猎人》和《房间》赢得最佳男主角和最佳女主角[42]。
- 2016年澳洲网球公开赛：塞尔维亚卫冕冠军诺瓦克·德约科维奇在男子单打比赛中击败英国选手安迪·穆雷，赢得个人第三个直接的大满贯头衔[43]。